# АЕС Емсланд
АЕС Емсланд (нім. Kernkraftwerk Emsland) — колишня атомна електростанція в Німеччині з одним енергоблоком потужністю 1400 МВт. Знаходиться біля міста Лінген району Емсланд землі Нижня Саксонія. 87,5% належать RWE, решта — E.ON.
15 квітня 2023 року в рамках відмови від ядерної енергетики її було виведено з експлуатації 
.
АЕС була запланована та побудована на початку 1980-х років на заміну закритої в 1979 році Лінгенської АЕС, що знаходиться північніше як і Емсландська газова електростанція. Реактор вперше досяг критичності 14 квітня 1988 року, а комерційна експлуатація розпочалася 20 липня 1988 року. Тип реактору — Konvoi, що є четвертим поколінням водо-водяних ядерних реакторів у Німеччині. В реакторі знаходиться 193 тепловидільних збірок загальною вагою важких металів в 103 тонни. Генеруюча потужність реактору — 1 400 МВт (брутто), з них 71 МВт використовується для власних потреб АЕС і в електромережу поступає 1 329 МВт. Остаточне закриття Емсландської АЕС заплановане на 2020 рік.

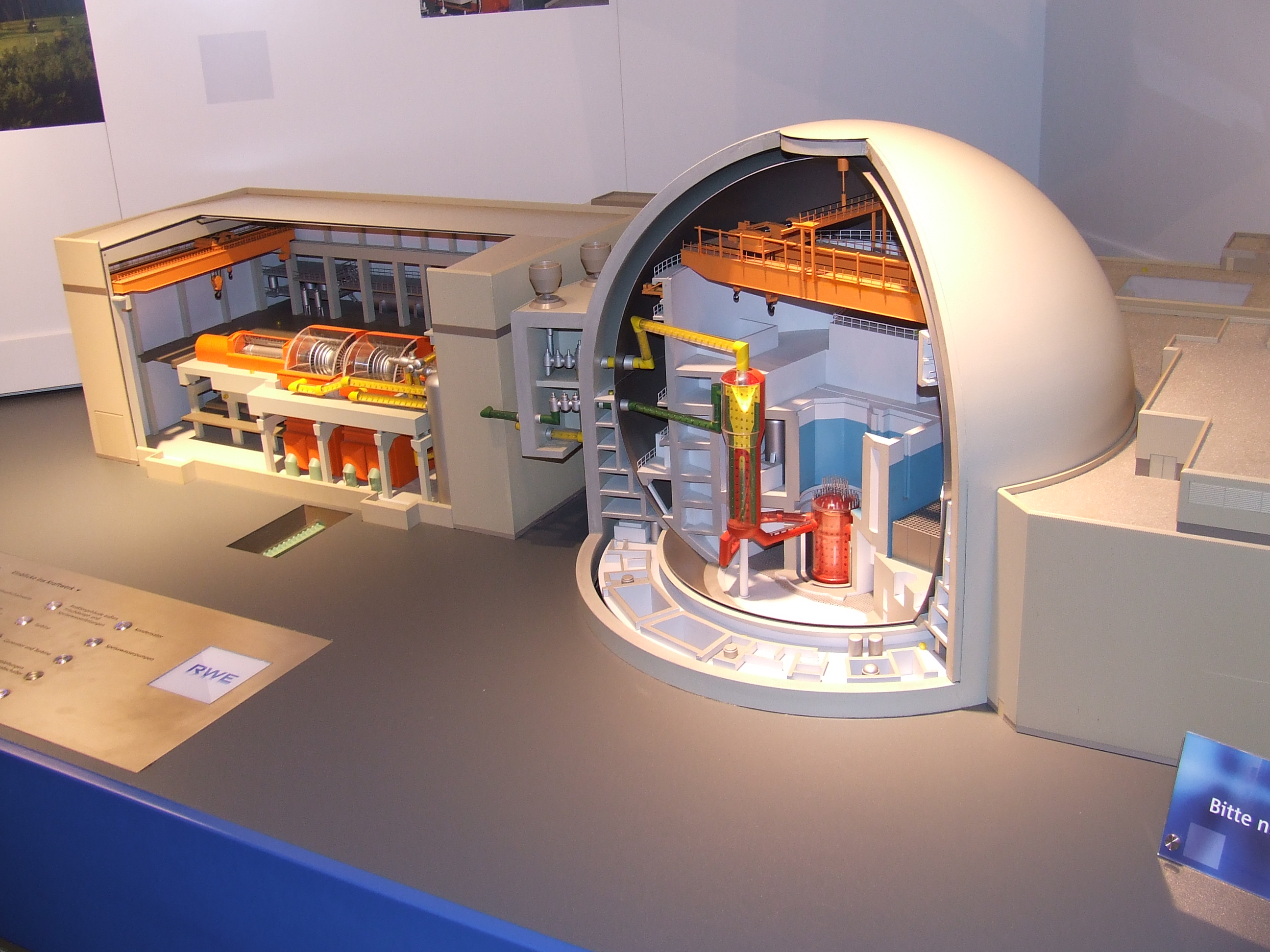
Модель будівель реактору з машинним відділенням в центрі інформації для відвідувачів АЕС

У грудні 2002 року в зоні АЕС було введено в експлуатацію Лінгенське тимчасове сховище ядерних відходів. Там зберігаються використанні тепловидільні збірки в спеціальних контейнерах, допоки їх не можна буде перемістити в могильник ядерних відходів, який федеральний уряд має підготувати до щонайпізніше 2030 року. У тимчасовому сховищі знаходиться 130 контейнерів, що загалом містять 1 250 тон важких металів. Сховище має бетоні стіни товщиною в 1,20 метра та бетонний дах товщиною в 1,30 метра для захисту від зовнішніх впливів, таких як землетруси, вибухи чи падіння літаків.

## Дані енергоблоку
АЕС має один енергоблок:
| Енергоблок    | Тип реактору                       | Нетто- потужність | Брутто- потужність | Початок будівництва | Синхронізація з електромережею | Комерційна експлуатація | Закриття   |
| ------------- | ---------------------------------- | ----------------- | ------------------ | ------------------- | ------------------------------ | ----------------------- | ---------- |
| Emsland (KKE) | Водо-водяний ядерний реактор (PWR) | 1329 МВт          | 1400 МВт           | 10.08.1982          | 19.04.1988                     | 20.06.1988              | 15.04.2023 |